# Lembos ovalipes
Lembos ovalipes är en kräftdjursart som beskrevs av Myers 1979. Lembos ovalipes ingår i släktet Lembos och familjen Aoridae. Inga underarter finns listade i Catalogue of Life.